# Mártha (Héraklion)
Pour les articles homonymes, voir Martha.
Mártha, en grec moderne : Μάρθα, est un village du dème de Viánnos, en Crète, en Grèce. Selon le recensement de 2011, la population de Mártha compte 178 habitants. Le village est situé à une altitude de 390 m et à une distance de 54 km de Héraklion.